# Calymma gracilis
Calymma gracilis är en fjärilsart som beskrevs av Ludwig Osthelder 1933. Calymma gracilis ingår i släktet Calymma och familjen nattflyn. Inga underarter finns listade i Catalogue of Life.